# Neocautinella neoterica
Neocautinella neoterica är en spindelart som beskrevs av Eugen von Keyserling 1886. Neocautinella neoterica ingår i släktet Neocautinella och familjen täckvävarspindlar. Inga underarter finns listade i Catalogue of Life.